# Julio César Britos
Julio César Britos (18 de maio de 1926 — 24 de agosto de 1993) foi um futebolista uruguaio, que atuava como atacante. campeão do mundo em 1950.

## Carreira
Atacante que jogou no Peñarol e no Real Madrid, defendeu a seleção uruguaia onze vezes e marcando seis gols. Foi suplente no plantel uruguaio na Copa do Mundo de 1950.

## Títulos
- Copa do Mundo de 1950: